# Ribacoa

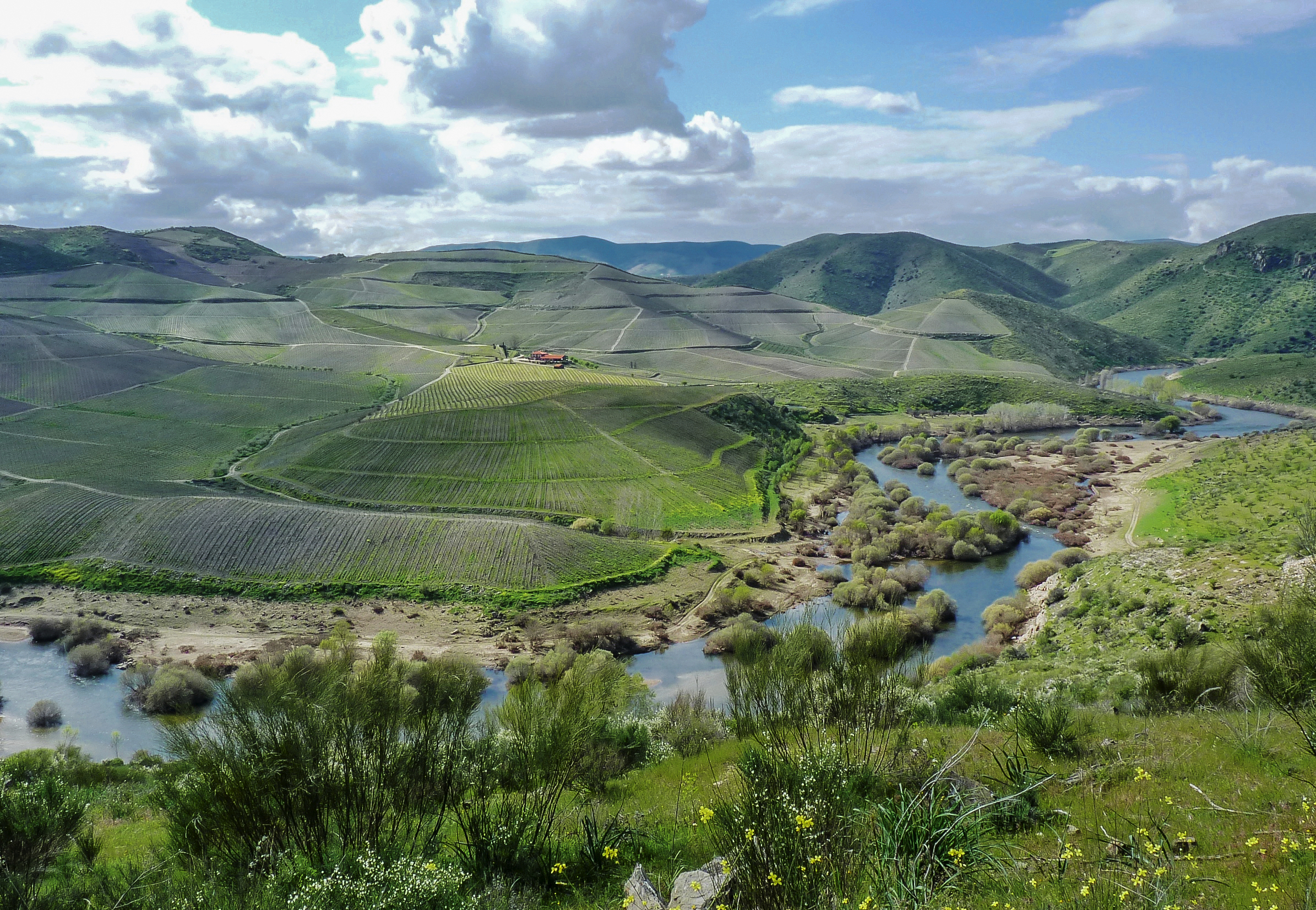
A paisagem da região de Ribacoa (vista de Penascosa).

O Ribacoa (etimologicamente, na margem do Coa) é uma região portuguesa histórica da Beira Alta, situada sensivelmente entre a margem direita do rio Coa e a margem esquerda do rio Águeda.
A região gerou disputas territoriais entre Portugal e Leão (e a partir de 1230, Castela e  Leão). Pelo tratado de Alcanizes de 1297, os castelos da região passaram em definitivo para as mãos portuguesas. Grosso modo, a região compreendia as seguintes fortalezas:
- Fortaleza de AlmeidaCastelo de Alfaiates
- Castelo de Almeida
- Castelo de Castelo Bom
- Castelo de Castelo Melhor
- Castelo de Castelo Mendo
- Castelo de Castelo Rodrigo
- Castelo de Monforte
- Castelo de Pinhel
- Castelo de Sabugal
- Castelo de Vilar Maior

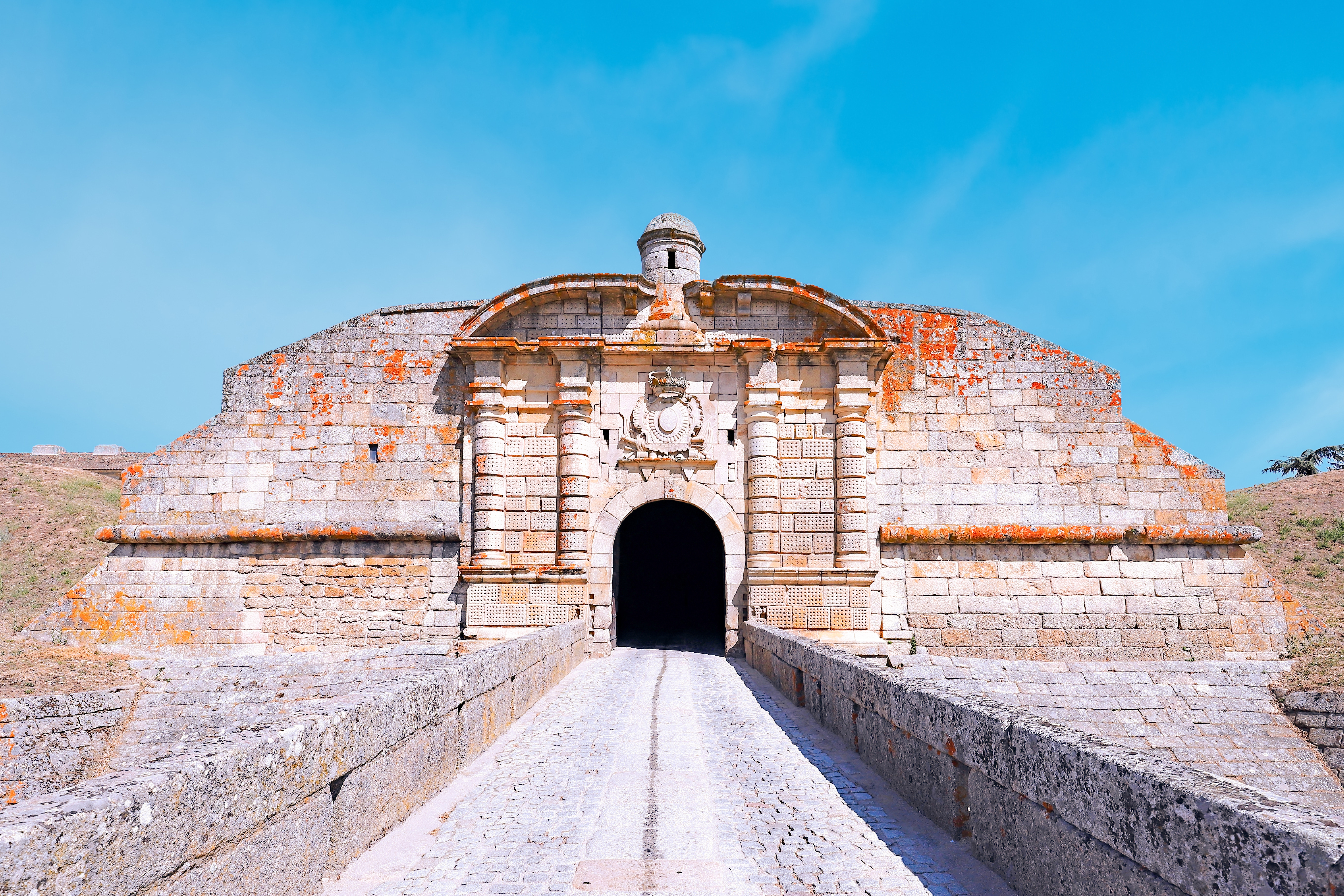
Fortaleza de Almeida

Atualmente, a região é ocupada pelos concelhos de Almeida, Figueira de Castelo Rodrigo, Pinhel, Sabugal e Vila Nova de Foz Coa (todas no distrito da Guarda; Beira Interior Norte).
Existem duas cidades históricas: Pinhel (com categoria honorífica de cidade desde 1770 e antiga diocese) e Sabugal (elevada recentemente a cidade em 2004).
As históricas cidades de Pinhel e Sabugal possuem monumentos, assim como as notáveis vilas de Almeida e Figueira de Castelo Rodrigo e grande parte de outras vilas, aldeias e localizadas em Terras de Riba-Coa, incluindo pelourinhos além de castelos, muralhas e outras fortalezas nas proximidades do Coa, que corre de sul (município de Sabugal) a norte (município de Foz Coa, o qual fica inserido na sub-região Douro).

## Características
- Principal rio: Coa;
- Montanha principal de Ribacoa: a Serra da Marofa;
- Localidades principais: Pinhel, Sabugal, Almeida, Figueira de Castelo Rodrigo, Vilar Formoso (Vila), Souto (Vila), Alverca da Beira, Freixedas e Pínzio.